# Jugoslavia ai Giochi della XX Olimpiade
La Jugoslavia partecipò ai Giochi della XX Olimpiade che si sono svolti a Monaco di Baviera dal 26 agosto all'11 settembre 1972, con una delegazione di 126 atleti impegnati in 15 discipline per un totale di 73 competizioni. Portabandiera fu il pallanuotista Mirko Sandić, alla sua quarta Olimpiade, già oro a Città del Messico 1968 e argento a Tokyo 1964.
Il bottino della squadra fu di cinque medaglie: due d'oro, una d'argento e due di bronzo. Le medaglie d'oro furono conquistate dal pugile Mate Parlov e dalla squadra di pallamano.

## Medaglie
| Medaglia | Nome | Sport              | Evento               |
| -------- | --- | ------------------ | -------------------- |
| Oro      | Zoran Živković Abas Arslanagić Miroslav Pribanić Đorđe Lavrnić Slobodan Mišković Hrvoje Horvat Branislav Pokrajac Zdravko Miljak Milan Lazarević Nebojša Popović Zdenko Zorko Dobrivoje Selec Albin Vidović | Pallamano          | Torneo maschile      |
| Oro      | Mate Parlov | Pugilato           | Pesi massimi leggeri |
| Argento  | Josip Čorak | Lotta greco-romana | Pesi massimi leggeri |
| Bronzo   | Milovan Nenadić | Lotta greco-romana | Pesi medi            |
| Bronzo   | Zvonimir Vujin | Pugilato           | Pesi superleggeri    |

## Risultati

### Pallacanestro
| Atleta | Classifica |
| --- | ---------- |
| V · D · M Nazionale jugoslava - Pallacanestro ai Giochi della XX Olimpiade 4 Tvrdić · 5 Simonović · 6 Jelovac · 7 Knežević · 8 Damjanović · 9 Kapičić · 10 Georgievski · 11 Ćosić · 12 Šolman · 13 Plećaš · 14 Čermak · 15 Marović · All. Ranko Žeravica | 5°         |
| Nazionale jugoslava - Pallacanestro ai Giochi della XX Olimpiade |            |
| 4 Tvrdić · 5 Simonović · 6 Jelovac · 7 Knežević · 8 Damjanović · 9 Kapičić · 10 Georgievski · 11 Ćosić · 12 Šolman · 13 Plećaš · 14 Čermak · 15 Marović · All. Ranko Žeravica                                                                            |            |

### Pallanuoto
| Atleta | Classifica |                       |
| --- | --- | --------------------- |
| V · D · M Nazionale maschile jugoslava di pallanuoto · Giochi olimpici - Monaco di Baviera 1972 Stipanić • Rudić • Bonačić • Marović • Lopatni • Janković • Belamarić • Antunović • Perišić • Sandić • Marković · CT : Vlaho Orlić | 5° |                       |
| Nazionale maschile jugoslava di pallanuoto · Giochi olimpici - Monaco di Baviera 1972 | |                       |
| Stipanić • Rudić • Bonačić • Marović • Lopatni • Janković • Belamarić • Antunović • Perišić • Sandić • Marković · CT: Vlaho Orlić                                                                                                  | Stipanić • Rudić • Bonačić • Marović • Lopatni • Janković • Belamarić • Antunović • Perišić • Sandić • Marković · CT: Vlaho Orlić | Jugoslavia (bandiera) |